# The Only Way Is Essex
The Only Way Is Essex (często skracane jako TOWIE /t aʊ I /) (dosł: Jedyna Droga Prowadzi Do Essex) – brytyjski serial telewizyjny w formacie mieszanki dokumentalizowanego i konstruowanego reality show. Serial pokazuje życie mieszkańców Essex (nie profesjonalnych aktorów) w zmodyfikowanych sytuacjach luźno opartych na ich prawdziwym życiu. Akcja serialu odbywa się w zamożnej części angielskiego hrabstwa Essex, w szczególności miejscowości Brentwood oraz tzw. Złotym Trójkącie Essex graniczącym z Wielkim Londynem: Buckhurst Hill, Chigwell, Loughton
Serial emitowany na początku w stacji ITV2 (Sezony 1-12), a obecnie w stacji ITVBe (sezony 13-26).